# Порта, Костанцо
Костанцо По́рта (итал. Costanzo Porta; 1529, Кремона, герцогство Милан — 26 мая 1601, Падуя, республика Венеция) — итальянский композитор, органист и музыкальный педагог. Один из ведущих представителей Венецианской школы.

## Биография
Костанцо Порта родился в 1529 году в Кремоне. Подростком вступил в Орден Братьев Меньших Конвентуалов. О раннем периоде его жизни известно мало. Вероятно, образование он получил в монастыре францисканцев-конвентуалов Порта-ди-Сан-Лука в Кремоне. В 1550 году стал учеником известного композитора Адриана Вилларта, который (среди прочего) основал музыкальную школу при капелле в базилике Санта-Мария-Глорьоза-дей-Фрари в Венеции. Здесь Костанцо Порта познакомился с Клаудио Меруло, который стал его другом.
В 1552 году Костанцо Порта получил место капельмейстера в кафедральном соборе в Озимо. В это время композитор пользовался особым покровительством Гвидобальдо II делла Ровере, герцога Урбино, дочери которого, Вирджинии делла Ровере, в 1559 году он посвятил свой первый сборник мадригалов для пяти голосов. В 1565 году прибыл в монастырь в Падуе, где должен был находиться в течение трёх лет, проходя монашеское послушание. Но 1567 году кардинал Джулио делла Ровере вызвал его Равенну, назначив капельмейстером капеллы в кафедральном соборе. За короткий период времени Костанцо Порта поднял качество музыки и исполнения в капелле на высокий уровень. Тот же кардинал, ставший покровителем композитора и почитателем его таланта, перевёл его на место капельмейстера капеллы в базилике Святого Дома в Лорето, но 3 сентября 1578 году Джулио делла Ровере умер в Фоссомброне.
Вскоре после этого, по итогам визитации в Лорето кардинала Карло Борромео, архиепископа Милана Констанцо Порта получил официальное приглашение возглавить капеллу в кафедральном соборе в Милане, вежливо отклонил его, послав вместо себя своего ученика, Джулио Чезаре Габусси.
Слава композитора была столь велика, что многие музыканты, даже получившие признание, просили его об уроках контрапункта. Последние годы жизни он провёл в Падуе, в монастыре францисканцев-конвентуалов при базилике святого Антония Падуанского.
Костанцо Порта умер в Падуе 26 мая 1601 года.

## Творческое наследие
Творческое наследие композитора включает около 700 духовный сочинений, в том числе 18 месс для нескольких голосов. С середины 1960-х по начало 1970-х годов Папская Антонианская библиотека (лат. Pontificia Biblioteca Antoniana) опубликовала полное собрание сочинений Констанцо Порта, под редакцией Джованни Луизетто и Сиро Чизилино.